# Noble Villeneuve
Noble Alfred Villeneuve (1er août 1938 - 28 février 2018) est un homme politique de l'Ontario, au Canada. Il est député progressiste-conservateur à l’Assemblée législative de l’Ontario de 1983 à 1999 et ministre dans les gouvernements de Frank Miller ainsi que de Mike Harris.

## Biographie
Noble Villeneuve est un éleveur de bovins ainsi qu'un fermier de cultures commerciales sur Dyer Road à Maxville, en Ontario. De plus, il est également évaluateur immobilier agricole. Il est le premier vice-président de la Société ontarienne des gestionnaires agricoles ainsi que des évaluateurs ruraux. La fille de Noble Villeneuve, Roxane Villeneuve, est la candidate du Parti progressiste-conservateur (PC) dans Glengarry-Prescott-Russell aux élections provinciales de 2014. Elle arrive en deuxième place contre le titulaire Grant Crack.

### Carrière politique
Villeneuve est élu à l'Assemblée législative de l'Ontario lors d'une élection partielle tenue le 15 décembre 1983, convoquée après le décès d'Osie Villeneuve. Se présentant dans la circonscription de Stormont—Dundas—Glengarry, il bat le candidat libéral Johnny Whitteker avec plus de 4 000 voix. Il est réélu avec environ la même marge lors des élections provinciales de 1985. En 1985, il soutient officiellement Dennis Timbrell pour chef du parti PC.
Le gouvernement progressiste-conservateur de Frank Miller est réélu lors des élections de 1985, mais est réduit à un statut minoritaire. Villeneuve est nommé au Cabinet à titre de ministre sans portefeuille le 17 mai 1985. Le gouvernement PC est de courte durée et est battu à la Chambre un mois plus tard. Lors de la convention de leadership du parti en novembre 1985, il soutient Larry Grossman. Aux élections de 1987, Villeneuve bat son adversaire libéral par seulement 607 voix. Il est réélu avec une plus grande marge lors des élections de 1990, et remporte une victoire écrasante lors des élections de 1995, son parti étant revenu au pouvoir avec un gouvernement majoritaire.
Villeneuve est nommé ministre de l'Agriculture, de l'Alimentation et des Affaires rurales, chargé des Affaires francophones, le 26 juin 1995. Il occupe ces postes jusqu'aux élections de 1999. Villeneuve n'est pas considéré comme l'une des figures les plus à droite du cabinet Harris, même si son gouvernement préside à des coupes budgétaires considérables dans le ministère de l'Agriculture et à l'élimination de représentants locaux.
En 1996, le gouvernement Harris réduit le nombre de circonscriptions provinciales de 130 à 103. Ce changement oblige un certain nombre de députés provinciaux en exercice à se faire concurrence pour être réélus. Villeneuve affronte le député libéral sortant John Cleary dans la nouvelle circonscription de Stormont—Dundas—Charlottenburgh et perd par seulement 562 voix lors d'une élection très surveillée.

### Après la politique
En 2000, Villeneuve est nommé juge de paix. Il est victime d'un accident vasculaire cérébral grave, mais non mortel, en 2002, seulement deux ans après sa nomination. Il réside à la maison avec sa femme Elaine, comme soignante, pendant environ 16 ans, puis s'installe au Maxville Manor où il réside pendant 2 ans avant son décès le 28 février 2018,.